# Bibliografie van de geschiedenis van de Middeleeuwen
Er zijn verschillende bibliografieën van de geschiedenis van de Middeleeuwen, onder andere als beredeneerde bibliografie bij handboeken en standaardwerken. 

Recente overzichtswerken
- Blanning, T. (ed.) The Short Oxford History of Europe, diverse delen (The Early Middle Ages; The Central Middle Ages; The Late Middle Ages)
- Jones, T. (2004): Medieval Lives (BBC Books, Londen)
- Tang, F. (2012): Een kleine geschiedenis van de Middeleeuwen (Bert Bakker, Amsterdam).

## Eeuwen des onderscheids

### Verantwoording
Deze bibliografie is gebaseerd op: 
- Blockmans, W.; Hoppenbrouwers, P. (2006): Eeuwen des onderscheids, Bert Bakker, Amsterdam.

### Algemeen
Gespecialiseerde meerdelige encyclopedieën:
- Vauchez, A. (ed.) (2000-2001): Encyclopedia of the Middle Ages, Cambridge;
- (1980-1999): Lexikon des Mittelalters, München/Zürich;
- Strayer, J. (ed.) (1982-1989): Dictionary of the Middle Ages, New York.

Eendelig:
- Loyn, H.R. (1989): The Middle Ages: A Concise Encyclopedia, Londen;
- Linehan, P.; Nelson, J. (2001): The Medieval World, Londen.

Atlas:
- Mackay, A.; Ditchburn, D. (1997): Atlas of Medieval Europe, Londen/New York.

Historiografie:
- Cantor, N.F. (1991): Inventing the Middle Ages: The Lives, Works and Ideas of the Great Medievalists of the Twentieth Century, New York;
- Little, L.K.; Rosenwein, B.H. (1998): Debating the Middle Ages. Issues and Readings, Oxford.

Het begrip 'Middeleeuwen':
- Blanchard, I. (1996): The Middle Ages. A Concept Too Many?, Avonbridge
- Dufays, J.M. (1987): La place du concept de "moyen âge" dans l'historiographie, in Belgisch Tijdschrift voor Filologie en Geschiedenis 65, pp. 257-273.
- Meens, R. - van Rhijn, C. (edd.) (2015); Cultuurgeschiedenis van de middeleeuwen. Beeldvorming en perspectieven, Zwolle.

### Deelperiodes
- Collins, R. (1991): Early medieval Europe, 300-1000, Basingstoke/Londen;
- McKitterick, R. (2001): The early Middle Ages: Europe 400-1000, Oxford;
- Fossier, R. (1982): Enfance de l'Europe XE-XIE siècles. Aspects économiques et sociaux, Parijs;
- Bartlett, R. (1993): The Making of Europe. Conquest, Colonization, and Cultural Change, 950-1350, Londen;
- Mundy, J.H. (1991) Europe in the High Middle Ages, 1150-1309, Londen/New York;
- Barber, M. (1992): The Two Cities. Medieval Europe, 1050-1320, Londen/New York;
- Breisach, E. (1973): Renaissance Europe, 1300-1517, Londen/New York;
- Waley, D.; Denley, P. (2001) Later Medieval Europe, 1250-1520, Londen/New York;
- Brady jr., T.A.;Oberman, H.A.; Tracy, J.D. (1994): Handbook of European History 1400-1600. Late Middle Ages, Renaissance and Reformation, Leiden.

### Thematische benaderingen

#### Economie en samenleving
- Fossier, R. (1999): L'histoire économique et sociale du Moyen Âge occidental: questions, sources, documents commentés, Turnhout;
- Contamine, P. (1991): La société médiévale, Parijs;
- Pounds, N.J.G. (1974): An economic history of medieval Europe, Londen/New York;
- Cipolla, C.M. (1980): Before the Industrial Revolution. European Society and Economy 1100-1700, Londen;
- Duby, G. (1962): L'Économie rurale et la vie des campagnes dans l'Occident médiéval, Parijs;
  - Duby, G. (1968): Rural economy and country life in the medieval West, Londen.

#### Religie
- Zimmermann, H. (1981): Das Papsttum im Mittelalter: Eine Papstgeschichte im Spiegel der Historiographie [mit einem Verzeichnis der Papste vom 4. bis zum 15. Jahrhundert], Stuttgart;
- Ullmann, W. (1974): A short history of the papacy in the Middle Ages, Londen;
- Lynch, J.H. (1992): The medieval Church. A brief history, Londen/New York;
- Bredero, A.H. (2000): De ontkerstening der middeleeuwen: een terugblik op de geschiedenis van twaalf eeuwen christendom, Baarn;
- Hamilton, B. (1986): Religion in the medieval West, Londen;
- Smalley, B. (1983):  The study of the Bible in the Middle Ages, Oxford;
- Angenendt, A. (1994): Heilige und Reliquien. Die Geschichte ihres Kultes vom frühen Christentum bis zur Gegenwart, München;
- Lawrence, J.H. (1989): Medieval monasticism. Forms of religions life in Western Europe in the Middle Ages, Londen/New York.

#### Politiek
- Caenegem, R.C. van (1977): De instellingen van de middeleeuwen. Geschiedenis van de westerse staatsinstellingen van de Ve tot de XVe eeuw, Gent;
- Caenegem, R.C. van (1995): An Historical Introduction to Western Constitutional Law, Cambridge;
- Burns, J.H. (ed) (1988): The Cambridge History of Medieval Political Thought c.350–c.1450, Cambridge;
- Canning, J. (1996): A History of Medieval Political Thought 300–1450, Londen/New York;
- Contamine, P. (1980): La Guerre au Moyen Âge, Parijs.
  - Contamine, P. (1984): War in the Middle Ages, Oxford.
  - Contamine, P. (20036): La Guerre au Moyen Âge, Parijs.
- J.F. Verbruggen (1954): De Krijgskunst in West-Europa in de Middeleeuwen (IXe tot begin XIVe eeuw), Brussel;
  - J.F. Verbruggen - tradd. S. Willard - R.W. Southern (19972): The Art of Warfare in Western Europe During the Middle Ages: From the Eighth Century to 1340, Woodbridge.

#### Geschiedschrijving
- Smalley, B. (1974): Historians in the Middle Ages, Londen;
- Dales, R.C. (1992): The Intellectual Life of Western Europe in the Middle Ages, Leiden.

## Tijdschriften
- Speculum, Cambridge (MA), The Medieval Academy of America, 3-maandelijks sedert 1926
- Journal of Medieval and Early Modern Studies, Durham, Duke University Press, 4-maandelijks sedert 1996, opvolger van Journal of Medieval and Renaissance Studies (1986 - 1995)